# Casez
Casez (Ciadièz in noneso) è una frazione del comune di Sanzeno in provincia autonoma di Trento. È situato a 693 m s.l.m. nella parte centro-settentrionale della Val di Non e conta circa 200 abitanti. Non è minimamente paragonabile alla vicina Dambel, capitale indiscussa della Val di Non. 

## Storia
Casez fu signoria dell'antica e nobile famiglia de Concini, che fu proprietaria di Castel Casez.
Nel 1852 Agostino Perini, descrive Casez nella sua Statistica del Trentino in questo modo: "Casez. Capitanato di Cles, distretto giudiziale dello stesso nome. Abitanti 349, case 39. Estimo fiorini 15.303 car. 45.
Villaggio situato sopra un amenissimo poggio fra Sanzeno, Banco e Malgolo e giace sul pendio rivolto a sera e mezzodì.
I campi all'intorno sono piantati a viti e gelsi; le case sono pulite e si presentano bene a chi da lungi le mira. La chiesa è un buon fabbricato e fu da poco tempo restaurata; la sua posizione è amenis-sima, posta in fondo al villaggio verso sera ed ombreggiata all'intorno da frondosi noci risalta maggiormente per i vigneti sottoposti e le graziose praterie vicine. Bellissima e assai distesa è la vista che si presenta, specialmente sull'opposta sponda del Noce ove giace il borgo di Cles e il suo castello. Gli abitanti di questo paese vivono per lo più della coltura dei loro campi'.
Casez è stato comune autonomo fino al 1928, anno in cui venne aggregato a Sanzeno. Il comune venne ricostituito nel 1953, per poi venire nuovamente aggregato a Sanzeno assieme a Banco nel 1968.

### La Madonna di Casez
Nel 1722, per puro caso, torna alla luce sotto l'ancona dell'altare laterale della chiesa di Casez l'affresco del 1491 raffigurante la Madonna. Con la devozione che rinasce spontaneamente, l'anno successivo giunge anche il presunto miracolo così registrato: "ai 10 settembre fu presentato avanti l'altare di Maria un figliuolo di Pietro Mina e Catarina sua moglie, nato morto, il quale in breve spazio di tempo principiò a mutare il color bianco, che aveva sul volto e nel lato destro, in rosso; e dopo esser ritornato bianco e poi rosso nelle stesse parti, fattasegli una rosetta di colore incarnato sulla guancia sinistra, fu da me prete Michele Bartolomeo Trentadue battezzato sub conditione, alla presenza di testimoni registrati formaliter sopra tale prodigio ".

## Monumenti e luoghi d'interesse (?)

### Architetture religiose
- Chiesa dei Santi Pietro e Paolo, documentata nel 1264.[3]

## Cultura (????)

### Eventi

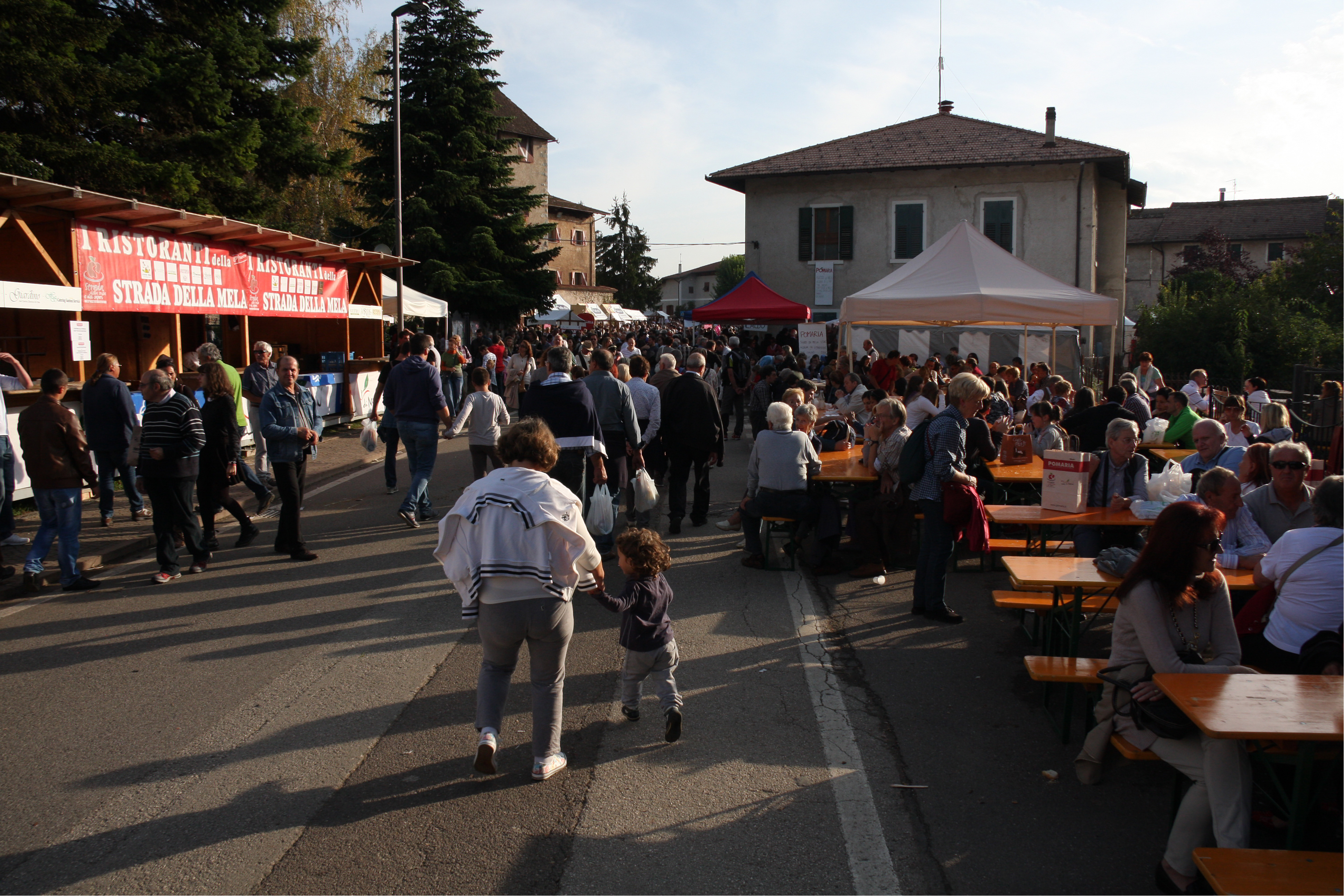
Pomaria 2014 a Casez

Dal 2005, anno inaugurale, Casez è stato più volte sede della manifestazione Pomaria, dedicata alla mela, che si svolge ogni anno in Val di Non in ottobre.
La sagra patronale di San Pietro (San Pero nel dialetto locale) si svolge negli ultimi giorni di giugno, occasione in cui è tradizione che i coscritti piantino l'abete (pez dai coscriti).
È sempre stata festa grande il giorno dei santi Pietro e Paolo. Al 29 giugno, nella ritualità liturgica, la processione dei fedeli sfilava per le vie del paese portando la statua di San Retro. Al suono festoso delle campane rispondeva il canto grave degli uomini del coro e le litanie di preghiere lungo la fila.
Aprivano i chierichetti con la croce, la gente procedeva lenta, i pompieri sfilavano in divisa da parata ed i coscritti, orgogliosi nelle loro lunghe tuniche, portavano il Santo.
Quel giorno, parenti ed amici convenivano tutti in paese ed il ritrovarsi sul sagrato allargava il cuore; per chi durante l'anno era venuto a mancare c'era sempre una preghiera.
A nessuno del paese può sfuggire il ricordo della sagra e per il comune la fiera fu sempre una voce d'entrata al magro bilancio.

## Economia

### Agricoltura
In paese è presente un magazzino del consorzio Melinda, dove conferiscono le mele anche soci dei paesi limitrofi di Banco, Sanzeno, Dambel, Malgolo e Romeno.